# Pertinaks (biskup Bizancjum)
Pertinaks – biskup Bizancjum w latach 169–187.